# Сортино
Сортино (итал. Sortino) је насеље у Италији у округу Сиракуза, региону Сицилија.
Према процени из 2011. у насељу је живело 8532 становника. Насеље се налази на надморској висини од 451 м.

## Становништво
Према резултатима пописа становништва 2011. у општини је живело 8.907 становника.
| 1931.  | 1936.  | 1951.  | 1961. | 1971. | 1981. | 1991. | 2001. | 2011. |
| ------ | ------ | ------ | ----- | ----- | ----- | ----- | ----- | ----- |
| 10.216 | 10.058 | 10.432 | 9.823 | 8.794 | 8.908 | 9.245 | 9.092 | 8.907 |

## Партнерски градови
- Ридштат